# Xã Fountain Creek, Quận Iroquois, Illinois
Xã Fountain Creek (tiếng Anh: Fountain Creek Township) là một xã thuộc quận Iroquois, tiểu bang Illinois, Hoa Kỳ. Năm 2010, dân số của xã này là 368 người.